# Анчийский монастырь
Анчийский монастырь — грузинский монастырь, существовавший в период средневековья в с. Анчи (Аначлы) ныне ила Артвин Республики Турция. Находился в юрисдикции Анчийской епархии Грузинской Православной Церкви.
Ранее на территории монастыря существовал предположительно крестово-купольный кафедральный собор, от которого в настоящее время остались лишь развалины.

## История
Первое упоминание об Анчийском монастыре содержится в житии основателя Хандзтийского монастыря Григола Хандзтели, составленном Георгием Мерчуле приблизительно в 951 году. Согласно ему, возведение кафедрального собора относится к началу IX века. Монастырь входил в число крупнейших культурных и религиозных центров Кларджети, захваченного турками в 1551 году.
Ко второй половине XVII века окончательно прекратил своё существование монастырь, а вместе с тем прекратил функционировать и кафедральный собор. Таким образом, все находившиеся в монастыре святыни, в том числе Анчийский Спас, были перенесены в Тбилиси.
В 1879 году, вскоре после окончания очередной русско-турецкой войны и образования Карсской области, местные грузинские монастыри и храмы посетил член-корреспондент Петербургской академии наук историк и археолог Д. З. Бакрадзе, впоследствии составивший отчёт о находившемся в плачевном состоянии Анчийском монастыре. В 1903 году развалины посетил кавказовед Н. Я. Марр, обнаруживший в относительной сохранности лишь часть северо-западных и северных стен, купола, а также алтарную апсиду.
В настоящее время монастырь полностью утрачен.